# バイロイト侯領

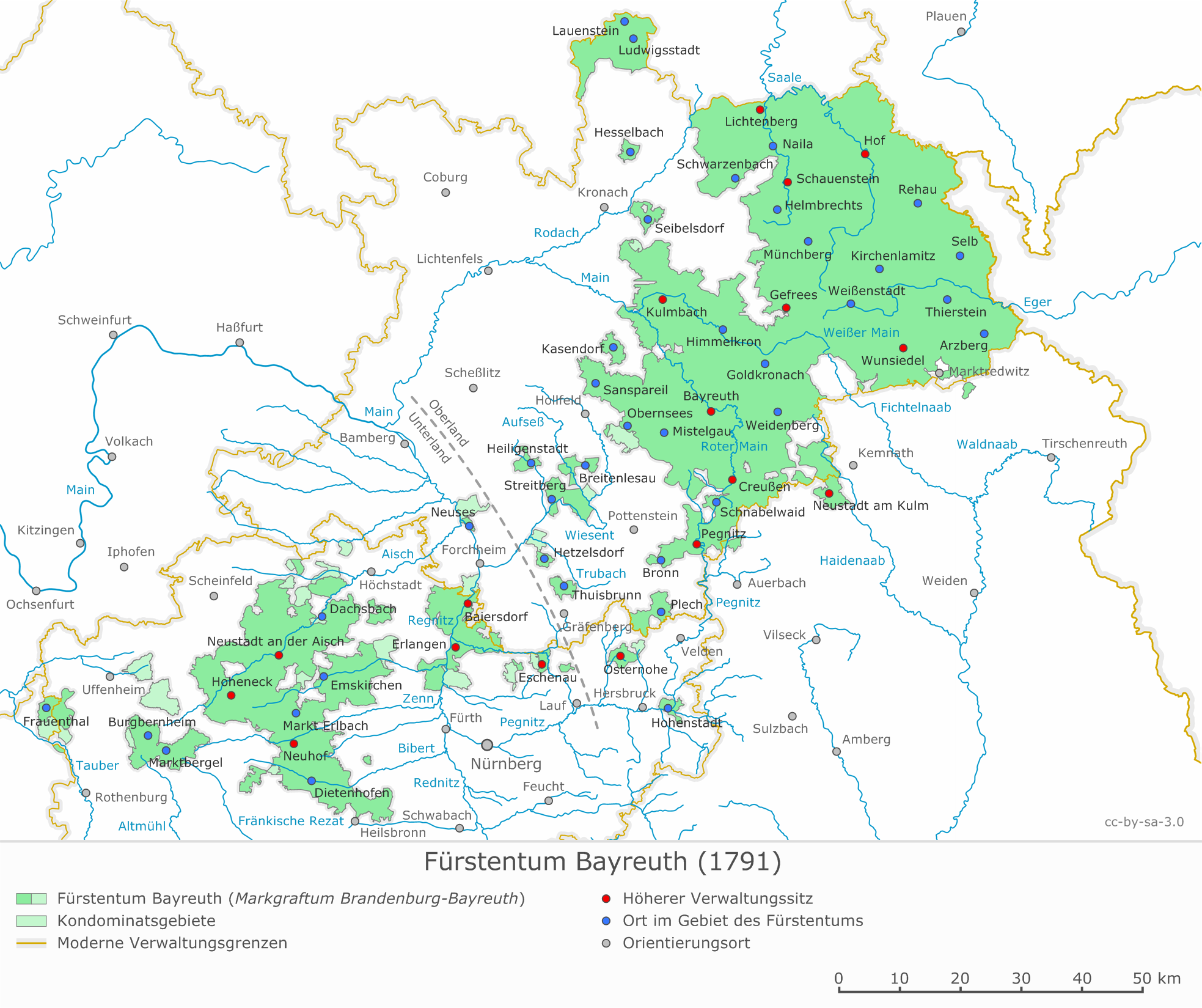
1791年のバイロイト侯領地図

バイロイト侯領（Fürstentum Bayreuth、1604年まではクルムバッハ侯領 Fürstentum Kulmbach）は、フランケン帝国クライスに属し、ホーエンツォレルン家の傍流が統治した。本家筋にあたるブランデンブルク選帝侯家（1701年以降はプロイセン王家）と緊密な関係を持ちながら、1792年まで独立した領邦を保った。この侯領の統治者の政治的な活動範囲は、もっぱらフランケン帝国クライス内とその周辺地域に留まった。この侯領は、「ブランデンブルク＝バイロイト辺境伯領（すなわち、かつてのブランデンブルク＝クルムバッハ辺境伯領）」とも称される。
1604年にブランデンブルク＝バイロイト辺境伯クリスティアンが宮廷をクルムバッハからバイロイトに移した後、この地域をまずは「クルムバッハ＝バイロイト侯領」、次いで単に「バイロイト侯領」と呼んだのであった。しかし、この侯領の本来の名称は「ブランデンブルク＝クルムバッハ辺境伯領」のままであった。

## 歴史
バイロイト侯領（クルムバッハ侯領）は、ニュルンベルク城伯領の "obergebirgisch"（山の上）部分にあたる。"untergebirgisch"（山の麓）部分と併せてホーエンツォレルン家のフランケン地方における本拠地である城伯領を形成する。1415年（1417年とも）にニュルンベルク城伯フリードリヒ6世は、それまで歴代有していた所領に加えて、世襲の辺境伯領を手に入れた。これよりホーエンツォレルン家は獲得した辺境伯の称号を用いることとなった。1427年に城伯の政庁であった城の帝国自由都市ニュルンベルクへの売却が完了し、国法上「ニュルンベルク城伯」は消滅した。フランケンの領土は、これより、辺境伯領として定着し、これが後に2つの辺境伯領として（当初は一時的なものであったのだが）分割されることとなる。
2つの独立した領邦への最終的な分割は1486年のアルブレヒト・アヒレスの死後に行われた。これは、アルブレヒト・アヒレスが2人の若い息子が領土を分割統治することを定め、1473年に公布したDispositio Achilleaに、その死後に従ったものである。どちらがどの分割部をとるかはくじ引きで決められた。これにより、弟のジークムントが高地地方を得、クルムバッハ侯領（後のバイロイト侯領）を創設したのであった。兄のフリードリヒは低地地方を相続し、アンスバッハ侯領を創設した。
クルムバッハ侯領及びバイロイト侯領は、たびたびアンスバッハ侯領と同君連合の形で統治された（1495年 - 1515年、1557年 - 1603年、1769年 - 1791年）が、神聖ローマ帝国の終焉まで国法上は独立した領邦であった。1791年にアンスバッハ侯領と共にプロイセン王国に編入されると、アンスバッハ＝バイロイトとして、カール・アウグスト・フォン・ハルデンベルクに包括管理されることとなった。フランス革命戦争でのプロイセンの敗北後はフランスに割譲され、とりあえずは軍政管理下に置かれたが、1810年に最終的にバイエルン王国領となった。

## 歴代辺境伯

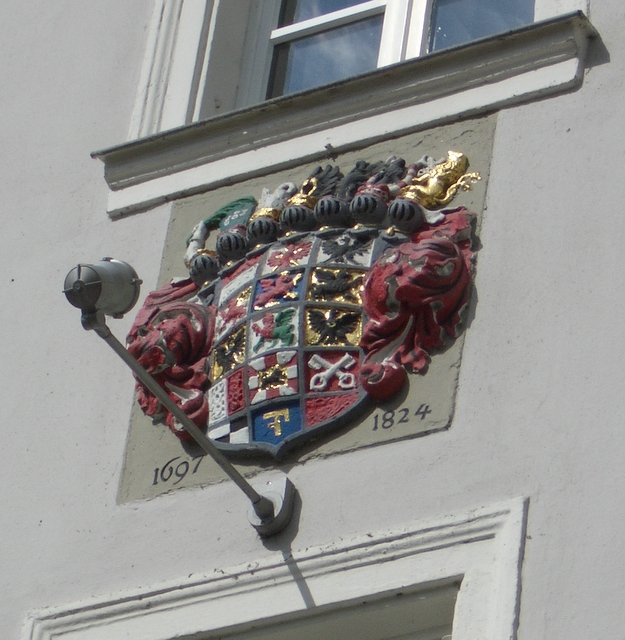
ブランデンブルク＝バイロイト辺境伯の紋章

ブランデンブルク＝クルムバッハ辺境伯（1604年以後はブランデンブルク＝バイロイト辺境伯）
- ヨハン（在位：1398年 - 1420年） - ニュルンベルク城伯フリードリヒ5世の息子。フリードリヒは1398年自らの領土を息子たちに分配した。
- フリードリヒ（在位：1420年 - 1440年） - ヨハンの弟。1398年からアンスバッハ辺境伯、1427年までニュルンベルク城伯（フリードリヒ6世）、1412年からブランデンブルク選帝侯（フリードリヒ1世）。
- ヨハン（在位：1440年 - 1457年）
- アルブレヒト・アヒレス（在位：1457年 - 1486年） - 1440年からアンスバッハ辺境伯、1471年からブランデンブルク選帝侯。
- ジークムント（在位：1486年 - 1495年）
- フリードリヒ2世（在位：1495年 - 1515年） - 1486年からアンスバッハ辺境伯
- カジミール（在位：1515年 - 1527年） - アンスバッハ辺境伯
- ゲオルク（在位：1527年 - 1541年） - カジミールの弟。アンスバッハ辺境伯。未成年であった甥アルブレヒト・アルキビアデスの後見として、クルムバッハ侯領を事実上支配した。
- アルブレヒト・アルキビアデス（在位：1527年/1541年 - 1554年） - 1552年に第二次辺境伯戦争を引き起こし、敗れて1554年に国外追放された。以降3年間辺境伯位は空位となった。
- ゲオルク・フリードリヒ（在位：1557年 - 1603年） - 1556年からアンスバッハ辺境伯、1578年からプロイセン摂政。
- クリスティアン（在位：1603年 - 1655年） - 治世初めに宮廷をクルムバッハからバイロイトへ移転させた。
- クリスティアン・エルンスト（在位：1655年 - 1712年）
- ゲオルク・ヴィルヘルム（在位：1712年 - 1726年）
- ゲオルク・フリードリヒ・カール（在位：1726年 - 1735年）
- フリードリヒ3世（在位：1735年 - 1763年）
- フリードリヒ・クリスティアン（在位：1763年 - 1769年）
- クリスティアン・フリードリヒ・カール・アレクサンダー（英語版）（在位：1769年 - 1791年） - 1757年からブランデンブルク＝アンスバッハ辺境伯。1791年に称号を返上し、アンスバッハ侯領及びバイロイト侯領を終身年金と引き替えにプロイセン王国に売却。愛人で後に妻となるエリーザベト・クラーフェン（1750年 - 1828年）とイギリスに移り住み、1806年に亡くなった。

## 地理

### 領土
1541年のレーゲンスブルクの分割条約により、"untergebirgisch"地域の一部が最終的にクルムバッハ侯領に編入された。これ以後、この地域はウンターラントとなり、従来の侯領地域をオーバーラントと呼ぶようになった。こうして領土が確定して以降の近隣地域との協定による領土の変動や小地域の獲得は、いずれも本質的なものではなかった。こうして獲得した地域（たとえば、1751年にニュルンベルクはエシェナウをバイロイト侯領に売却している）が、ウンターラントとオーバーラントの両地域を結ぶことは一度としてなかったのである。バンベルクやニュルンベルクの領土が両者の間に横たわり、両地域を分断していた。これは、侯領にとって不利な状態であり、両地域はそれぞれ異なった形で発展した。バイロイト侯領に属する貴族のうち、ウンターラントの者たちが帝国直轄地であることを主張し続けたのに対して、オーバーラントの者たちにはそうした主張は見られなかった。こうしたことから、18世紀末のバイロイト侯領は、オーバーラントが団結して一枚岩であったのに対して、ウンターラントの貴族達は違いに連携したり、牽制したりバラバラな状態となったのである。さらにウンターラントには他の領邦との共同統治地区が多く存在していたことも、事態を複雑にした要因の一つである。

### オーバーラント

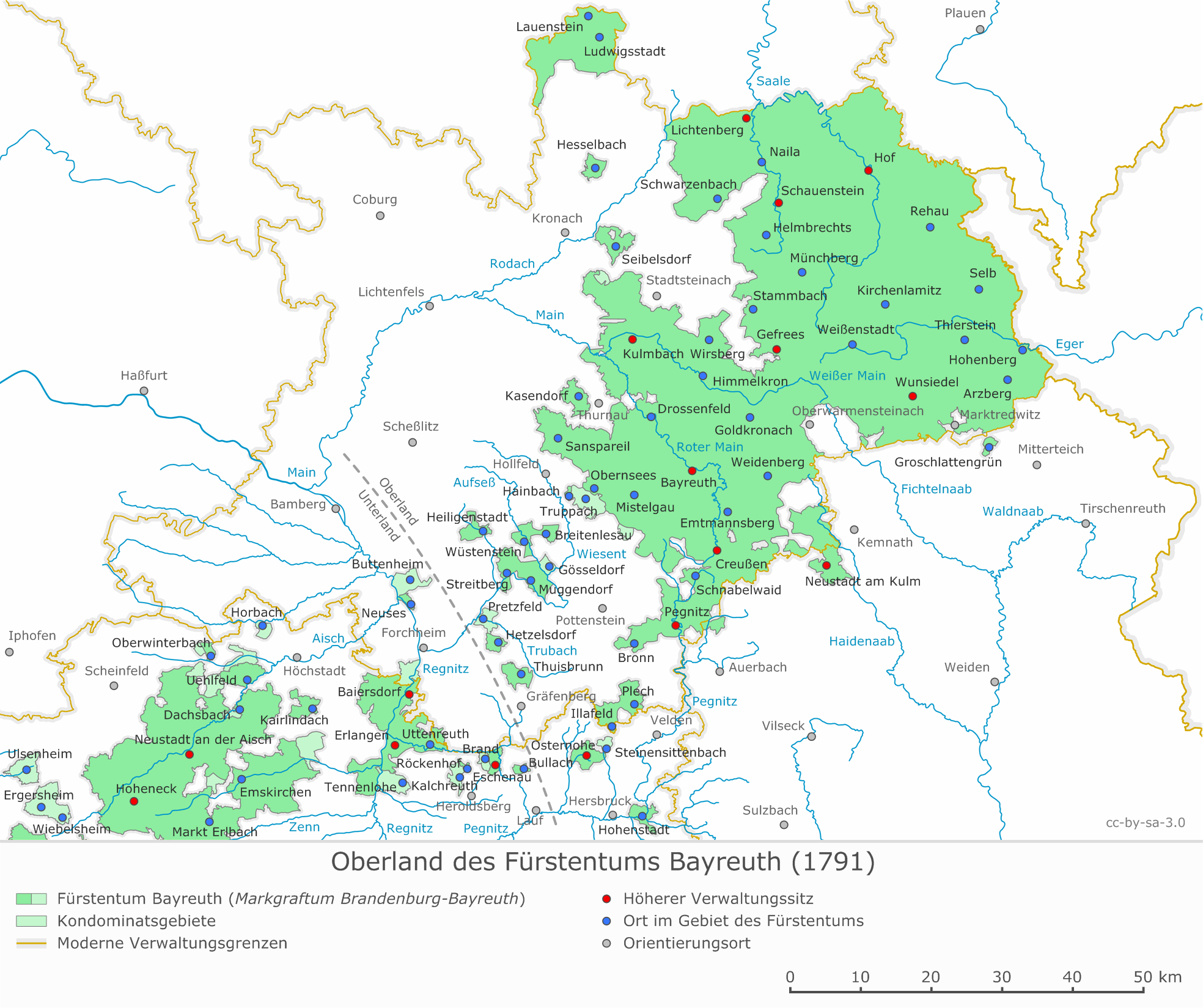
1791年のオーバーラント地方

オーバーラントは、その大部分が現在のバイエルン州オーバーフランケン行政管区に位置していた。オーバーフランケン外の重要な地域には、ノイシュタット・アム・クルム（現在のオーバープファルツ行政管区に位置する）とホーエンシュタットの飛び地を含むオーバーアムト・オスターノーエ（現在のミッテルフランケン行政管区に位置する）があった。オーバーフランケンにはフィヒテル山地、フランケンヴァルトのかなりの部分、それにムゲンドルフ山地（現在のフレンキシェ・シュヴァイツ）の一部が含まれた。
この地域は、山地が広がり、森林の多い地域にあたる。肥沃な土地は少ししかなく、地形上の利点に乏しかった。しかし、広い森の周縁部付近に眠っていた地下資源がオーバーラントに富をもたらした。多くの鉱山がこの山地付近、すなわちフランケンヴァルトからフィヒテル山地南部に開発された。
オーバーラントの行政体制は、18世紀半ばには全部で11の行政区分に分けて管理されていた。
1. ランデスハウプトマンシャフト・ホーフ: 首邑ホーフ。
2. アムツハウプトマンシャフト・バイロイト: 首都バイロイト。シュトライトベルクの飛び地を含む。
3. アムツハウプトマンシャフト・クルムバッハ: 首都クルムバッハ。
4. アムツハウプトマンシャフト・ヴンジーデル: 6つのアムトから成るため、ゼクスエムターラント（6つのアムトがある土地）と呼ばれた。
  1. ホーエンベルク
  2. キルヒェンラミッツ
  3. ゼルプ
  4. ティーエルシュタイン
  5. ヴァイセンシュタット
  6. ヴンジーデル
5. オーバーアムト・リヒテンベルク（1778年からランデスハウプトマンシャフト・ホーフに編入）
6. オーバーアムト・シャウエンシュタイン（1747年から1772年までの間のみ存在したオーバーアムト。これ以外の時代にはアムツハウプトマンシャフト・クルムバッハに含まれる）
7. オーバーアムト・クロイセン
8. オーバーアムト・ペグニッツ
9. オーバーアムト・ノイシュタット・アム・クルム（1778年以降は、アムツハウプトマンシャフト・バイロイトに編入）
10. オーバーアムト・ゲフレース
11. オーバーアムト・オスターノーエ（1766年以降はオーバーアムト・ペグニッツに編入）

4つのオーバーアムトはそれぞれ上記（ ）内に記した事情で消滅し、独立領邦としての終焉まで存続していた地方行政区分は7つであった。

### ウンターラント

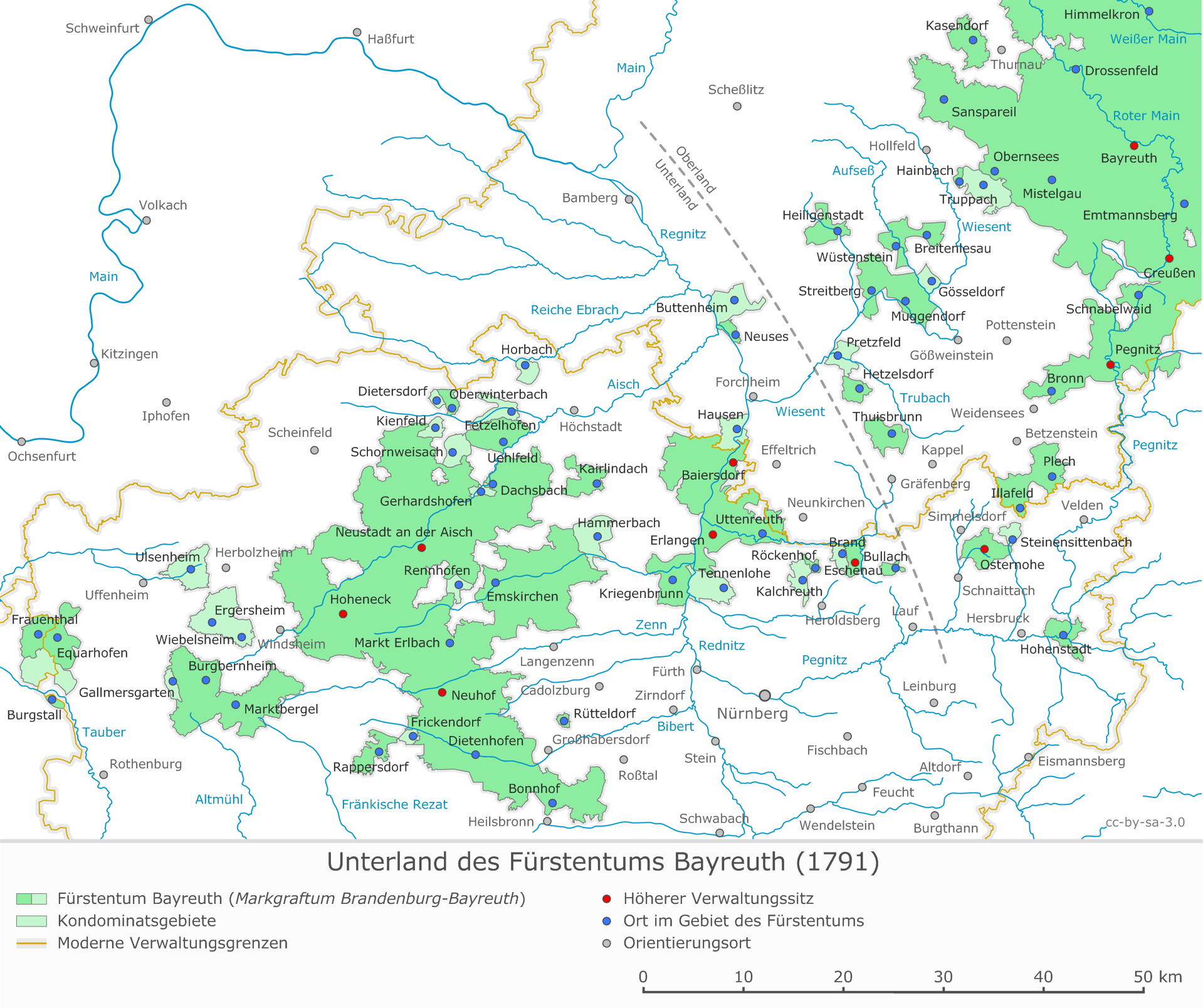
1791年のウンターラント地方

ウンターラントはもっぱら現在のバイエルン州ミッテルフランケン行政管区に位置していた。東部に位置するノイゼス・アン・デア・レグニッツの飛び地とその他のいくつかの小地区がわずかにオーバーフランケンに位置する。また、西部のフラウエンタール修道院の所領は、現在のバーデン＝ヴュルテンベルク州シュトゥットガルト行政管区に位置していた。
オーバーラントに属する地区に較べ、ウンターラントは比較的実り豊かな土地である。肥沃な土地は集約的な農業を可能にし、住民に安逸な居住地を提供したのである。
ウンターラントの行政は、18世紀中頃には全部で6つの行政区分に分けて管理されていた。
1. ランデスハウプトマンシャフト・ノイシュタット・アン・デア・アイシュ：首邑はノイシュタット・アン・デア・アイシュ（英語版）。
2. アムツハウプトマンシャフト・エアランゲン：首邑はエアランゲン。
3. オーバーアムト・バイアースドルフ
4. オーバーアムト・エシェナウ
5. オーバーアムト・ホーエネック
6. オーバーアムト・ノイホーフ

## 教育
ブランデンブルク＝バイロイト辺境伯は、早い時期から、その辺境伯領での教育を助成していた。辺境伯アルブレヒト・アルキビアデスは、1546年にはすでにホーフにギムナジウムを創設している。この学校が現在のヤン＝パウル・ギムナジウムの前身である。1742年には首都のバイロイトに大学が開設され、学生を集めたが、翌年にはエアランゲンに移転した。現在も存在する大学の名前、フリードリヒ・アレクサンダー大学エアランゲン＝ニュルンベルクは、2人のツォーレルン家の辺境伯フリードリヒとアレクサンダーに由来する。